# Thomas Halim Habib
Thomas Halim Habib (* 6. Juli 1963 in Sohag, Ägypten) ist ein ägyptischer koptisch-katholischer Geistlicher und Bischof von Sohag.

## Leben
Thomas Halim Habib studierte vor dem Eintritt in das Priesterseminar Rechtswissenschaft und war in Ägypten als Rechtsanwalt tätig. Am 27. März 1994 empfing er das Sakrament der Priesterweihe für das koptisch-katholische Patriarchat von Alexandria.
Er absolvierte einen Studienzyklus an der Päpstlichen Universität Urbaniana und wurde am Päpstlichen Orientalischen Institut im Fach Kanonisches Recht promoviert. In Rom leitete er zudem die koptisch-katholische Gemeinde. Nach dem Abschluss an der Päpstlichen Diplomatenakademie trat er mit Wirkung vom 13. Juni 1998 in den diplomatischen Dienst des Heiligen Stuhls ein. Als Nuntiatursekretär und später als Nuntiaturrat war er in verschiedenen Ländern tätig, zuletzt in Malta.
Die Synode der koptisch-katholischen Kirche wählte ihn zum Bischof von Sohag. Nach der Bestätigung durch Papst Franziskus wurde die Wahl am 3. November 2020 bekanntgegeben. Patriarch Ibrahim Isaac Sidrak spendete ihm am 23. Januar des folgenden Jahres die Bischofsweihe. Am 30. September 2022 bestellte ihn Papst Franziskus zudem zum Apostolischen Visitator für die koptisch-katholischen Gläubigen in Ozeanien und in der Golfregion.